# گریپ‌واین (آرکانزاس)
گریپ‌واین (به انگلیسی: Grapevine) یک منطقهٔ مسکونی در ایالات متحده آمریکا است که در شهرستان گرنت، آرکانزاس واقع شده‌است. گریپ‌واین ۷۸٫۰۳ متر بالاتر از سطح دریا واقع شده‌است.